# Административное деление Вологодской области (1937—1991)
Вологодская область была образована согласно постановлению ЦИК СССР от 23 сентября 1937 года при расформировании Северной области с центром в городе Вологде. В состав области вошли:

| - г. Вологда с пригородным районом - Биряковский район - Великоустюгский район - Верховажский район - Вожегодский район - Вохомский район - Грязовецкий район - Кичменгско-Городецкий район | - Кубено-Озерский район - Леденгский район - Лежский район - Междуреченский район - Никольский район - Нюксенский район - Павинский район - Рослятинский район | - Сокольский район - Сямженский район - Тарногский район - Тотемский район - Усть-Алексеевский район - Усть-Кубинский район - Харовский район - Чёбсарский район |

Тем же постановлением к Вологодской области была присоединена часть Ленинградской области:
| - г. Череповец - Андомский район - Бабаевский район - Белозерский район - Борисово-Судский район - Вашкинский район - Вытегорский район | - Кадуйский район - Кирилловский район - Ковжинский район - Мяксинский район - Оштинский район - Петриневский район - Пришекснинский район | - Устюженский район - Чагодощенский район - Чарозерский район - Череповецкий район - Шольский район |

## Изменения в административном делении
- 1 сентября 1938 вновь[2] образован Вологодский сельский район с ликвидацией пригородного района г. Вологды[3].

- 1 ноября 1940 восстановлен[4] Уломский район (на территории Череповецкого района)[5].

- 26 февраля 1941 село Леденгское переименовано в село имени Бабушкина в связи с 35-летием со дня смерти уроженца села, большевика Ивана Васильевича Бабушкина, а Леденгский район — в Бабушкинский район[6].

- 13 августа 1944 Павинский и Вохомский районы переданы в Костромскую область[7].

- 12 декабря 1955 ликвидированы 3 района, их территория присоединена к другим районам:
  - Оштинский — к Вытегорскому и Борисово-Судскому районам
  - Петриневский — к Череповецкому району
  - Чарозерский — к Кирилловскому району[8].

- 17 октября 1957 Андомский район присоединён к Вытегорскому району[8].

- 14 августа и 28 октября 1959 ликвидированы 8 районов, их территория присоединена к другим районам:
  - Биряковский — к Сокольскому и Междуреченскому районам,
  - Борисово-Судский — к Бабаевскому району,
  - Ковжинский — к Вашкинскому и Вытегорскому районам,
  - Шольский — к Вашкинскому и Белозерскому районам,
  - Усть-Алексеевский — к Великоустюгскому району,
  - Лежский — к Грязовецкому району,
  - Пришекснинский — к Чёбсарскому району,
  - Уломский — к Череповецкому району[8].

- 12 ноября 1960 ликвидированы 3 района, их территория присоединена к другим районам:
  - Мяксинский — к Череповецкому району,
  - Рослятинский — к Бабушкинскому и Никольскому районам,
  - Усть-Кубинский — к Сокольскому району[8].

- 13 декабря 1962 ликвидированы 8 районов, их территория присоединена к другим районам:
  - Бабушкинский — к Тотемскому району,
  - Вашкинский — к Белозерскому району,
  - Кадуйский — к Бабаевскому району,
  - Кубено-Озерский — к Вологодскому району,
  - Нюксенский — к Тарногскому району,
  - Сямженский — к Харовскому району,
  - Чагодощенский — к Устюженскому району,
  - Чёбсарский — Вологодскому и Череповецкому районам.
  - Был образован Чагодощенский промышленный район в составе городов Бабаево, Устюжна и рабочих посёлков Сазоново и Чагода[9].

- 4 марта 1964 Чагодощенский промышленный район ликвидирован, города и рабочие поселки переданы в соответствующие сельские районы[10].

- 12 января 1965 восстановлены Бабушкинский, Кадуйский, Нюксенский, Усть-Кубинский районы и образован Шекснинский район[9].

- 3 ноября 1965 восстановлены Вашкинский, Сямженский и Чагодощенский районы[11].

Таким образом в состав области входили 2 города и 26 районов. Эта структура без значительных изменений существовала до 1991 года.
| - г. Вологда - г. Череповец - Бабаевский район - Бабушкинский район - Белозерский район - Вашкинский район - Великоустюгский район - Верховажский район - Вожегодский район - Вологодский район | - Вытегорский район - Грязовецкий район - Кадуйский район - Кирилловский район - Кичменгско-Городецкий район - Междуреченский район - Никольский район - Нюксенский район - Сокольский район | - Сямженский район - Тарногский район - Тотемский район - Усть-Кубинский район - Устюженский район - Харовский район - Чагодощенский район - Череповецкий район - Шекснинский район |

## Изменение статусов и названий населённых пунктов
- 26 февраля 1941 село Леденгское переименовано в село имени Бабушкина.
- 1945: посёлок имени Желябова Устюженского района получил статус посёлка городского типа[8].

- 1947: посёлок Красавино Великоустюгского района получил статус города районного подчинения[8].
- 7 июня 1947: посёлок Кадуй получил статус посёлка городского типа[12].
- 1947: посёлок Белые Кресты (центр Чагодощенского района) преобразован в посёлок городского типа Сазоново[8].
- 1948: посёлок Молочное получил статус посёлка городского типа[8].
- 1954: посёлок Харовская преобразован в город Харовск районного подчинения[8].
- 1954: село Никольское (центр Пришекснинского района) — в поселок городского типа Шексна[8].
- 1960: посёлок Вохтога Грязовецкого района получил статус посёлка городского типа[8].
- 1960: посёлок Суда Череповецкого района посёлка городского типа[8].